# اسماعیل جعفرپور
اسماعیل جعفرپور — شرق‌شناس و شاعر آذربایجانی. او در دوره حکومت خودمختار آذربایجان به ریاست گروهان پارتیزان، فرمانده نظامی شهرستان سلماس و رئیس شهربانی شهرهای سلماس و تبریز منصوب شد. او به خاطر فعالیت‌هایش موفق به دریافت مدال «۲۱ آذر» شد. پس از سقوط حکومت خودمختار آذربایجان، به باکو رفته و از دانشکده شرق‌شناسی فارغ‌التحصیل شد. در آنجا به فعالیت‌های علمی و ادبی پرداخت.

## زندگی
اسماعیل جعفرپور فرزند قهرمان در ۵ مارس ۱۹۲۵ در روستای صدقیان از توابع سلماس به دنیا آمد. در سال ۱۹۴۲ به حزب توده پیوست و در اداره تبلیغات سلماس مشغول به کار شد.وی بعداً در گروهان پارتیزان مشغول به کار شد. در زمان حکومت خودمختار آذربایجان، رئیس گروهان پارتیزان و فرمانده نظامی شهرستان سلماس بود.
او به پاس فعالیت انقلابی خود نشان «۲۱ آذر» را دریافت کرد. وی پس از دریافت درجه ستوانی به سمت ریاست شبه نظامی سلماس منصوب شد. در اواخر سال ۱۹۴۵ به ریاست اداره شبه نظام تبریز منصوب شد. پس از خروج ارتش شوروی و فروپاشی حکومت خودمختار آذربایجان به آذربایجان شوروی رفت. در آنجا او در سال ۱۹۴۷ از دانشکده دندانپزشکی و در سال ۱۹۵۶ از دانشکده شرق‌شناسی دانشگاه دولتی آذربایجان فارغ‌التحصیل شد.
وی در ۱۸ فوریه ۱۹۷۷ در باکو درگذشت.

## آثار
او فعالیت ادبی خود را از سال ۱۹۴۸ آغاز کرد. نخستین مجموعه شعر «اندیشه‌های قهرمان» در سال ۱۹۵۶ در آذرنشر منتشر شد. در سالهای ۱۹۵۶–۱۹۵۸ خبرنگار ویژه روزنامه «آذربایجان» بود و بعدها در مؤسسه ادبیات به نام ماکسیم گورکی در مسکو تحصیل کرد. وی همچنین به عنوان رئیس بخش داستان‌نویسی در روزنامه «آذربایجان» که یکی از ارگان‌های حزب دمکرات آذربایجان بود کار می‌کرد.